# Istiodactylus
Az Istiodactylus a hüllők (Reptilia vagy Sauropsida) osztályának a Pterosauria rendjébe, ezen belül a Pterodactyloidea alrendjébe és az Istiodactylidae családjába tartozó nem.

## Rendszerezés
A nembe az alábbi fajok tartoznak:
- Istiodactylus latidens típusfaj
- Istiodactylus sinensis

## Tudnivalók
Az Istiodactylus egy középméretű pterosauria volt, amely a kora kréta korszakban élt. Az állatot a Wight-szigeten fedezték fel. Típusfaját, az Istiodactylus latidenst, Harry Seeley 1901-ben, az Ornithodesmus nembe helyezte, és 1913-ban R. W. Hooley teljesen leírta. Később rájöttek, hogy az Ornithodesmus típusfaja valójában egy theropoda dinoszaurusz, ami azt jelentette, hogy az O. latidensnek egy új nemeket kell alkotni. Howse, Milner és Martill, 2001-ben megalkotta az Istiodactylus nemet. Azóta még egy fajt felfedeztek Kínában. Ennek az Istiodactylus sinensis nevet adták.
Az Istiodactylus sinensis nagyobb méretű, mint a típusfaj. Koponya hossza 65 centiméter, szárnyfesztávolsága körülbelül 5 méter lehetett, így majdnem fele akkora, mint a Pteranodonnak. Mivel lapos, kerek csőre volt, az Istiodactylust „kacsacsőrű pterosaurusznak” is nevezik. De eltérően a kacsától, az Istiodactylusnak kis, éles fogai voltak, amelyek meggátolták a halak szabadulását. Az újabb tanulmányok szerint bizonyíték van arra, hogy az állat dögöket fogyasztott.